# Sterische Hinderung
Sterische Hinderung bezeichnet in der Chemie den Einfluss der räumlichen Ausdehnung eines Moleküls auf den Verlauf der Reaktion. Der Begriff wurde erstmals 1894 von Victor Meyer für die Beobachtung geprägt, dass manche Reaktionen nur sehr langsam oder gar nicht ablaufen, wenn sich in der Umgebung der reagierenden Atome große und raumerfüllende Gruppen befinden.

Eine Grignard-Reaktion mit sterischer Hinderung durch drei voluminöse Gruppen läuft nicht ab

Ein bekanntes Beispiel für den Einfluss der sterischen Hinderung ist die Umsetzung von Ketonen in einer Grignard-Reaktion. Wird Di-tert-butylketon bei der Reaktion eingesetzt, ist die Reaktion aufgrund der sehr raumerfüllenden tert-butyl-Gruppen so stark verlangsamt, dass maximal eine Methylgruppe eingeführt werden kann, noch größere Reste reagieren überhaupt nicht mehr. Dies wird damit begründet, dass der Übergangszustand der Reaktion auf einem sehr hohen Energieniveau liegt, da die sperrigen Reste sehr nahe aneinander rücken und es zu einer elektrostatischen Abstoßung der Elektronenhüllen kommt. Thermodynamisch wird also eine höhere Aktivierungsenergie für das Ablaufen einer Reaktion benötigt, die unter den üblichen Reaktionsbedingungen nicht oder nur knapp erreicht wird. Damit verbunden ist eine kinetische Hemmung: Sofern die Reaktion abläuft, ist sie durch sterische Hinderung verlangsamt.

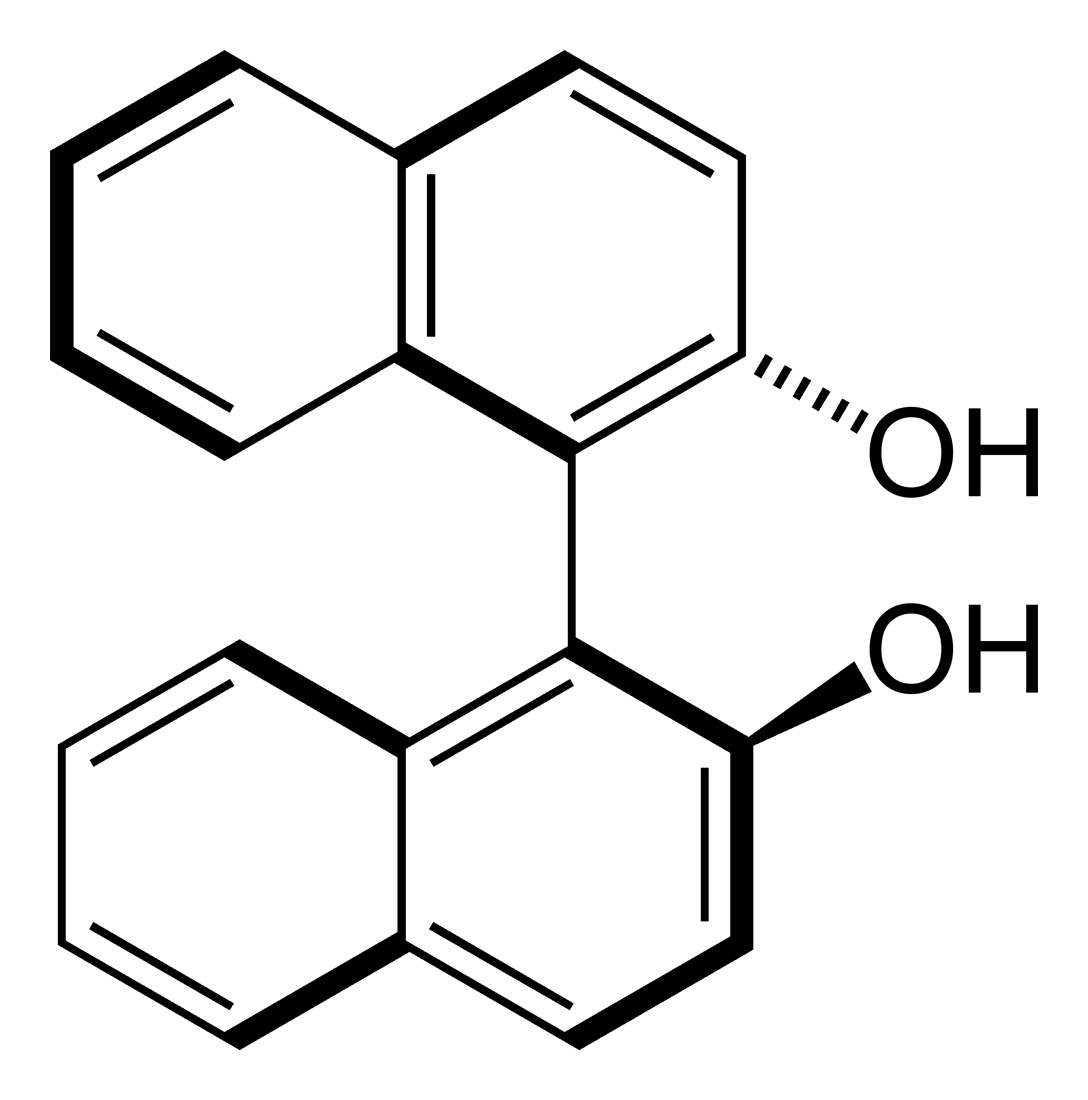
(S)-Binol

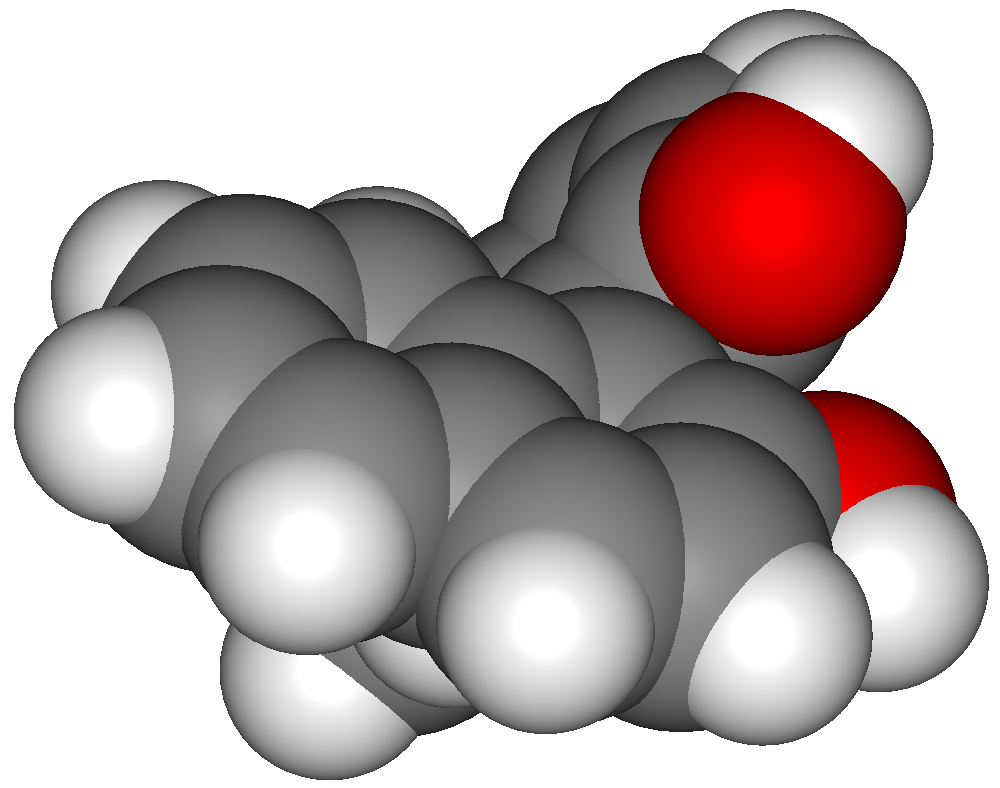
(R)-Binol als dreidimensionale Darstellung

Ein weiterer beobachtbarer Effekt ist die Hinderung der Rotation um eine Einfachbindung innerhalb eines Moleküls. So liegt das Molekül 1,1'-Bi-2-naphthol (BINOL) aufgrund der Wasserstoffatome zwischen den beiden Ringen (nicht eingezeichnet) stets in einer verdrehten Konformation vor. Bemerkenswert dabei ist, dass aufgrund der sterischen Hinderung der Wechsel von der rechts- in die linksgängige Konformation verhindert wird, weswegen diese Moleküle chiral sind, obwohl sie kein atomares Chiralitätszentrum besitzen. Diese Erscheinung wird axiale Chiralität genannt.

## Verwendung
Die hemmenden Effekte sterischer Hinderung werden gezielt im Rahmen mehrstufiger Synthesen eingesetzt. Existieren in einem Molekül mehrere funktionelle Gruppen, die an einer bestimmten Reaktion beteiligt sein könnten, so kann eine dieser Gruppen durch sterische Hinderung abgeschirmt und so geschützt werden. Bekannte Schutzgruppen sind beispielsweise tert-Butylester und die Di-methyl-tert-butyl-Silyl-gruppe.
Die Hinderung der Rotation um eine Bindung wird insbesondere bei stereoselektiven Reaktionen angewendet.